# Chrysosoma garambaense
Chrysosoma garambaense är en tvåvingeart som beskrevs av Vanschuytbroeck 1959. Chrysosoma garambaense ingår i släktet Chrysosoma och familjen styltflugor.
Artens utbredningsområde är Kongo. Inga underarter finns listade i Catalogue of Life.